# Hiernia angolensis
Hiernia angolensis är en snyltrotsväxtart som beskrevs av Spencer Le Marchant Moore. Hiernia angolensis ingår i släktet Hiernia och familjen snyltrotsväxter. Inga underarter finns listade i Catalogue of Life.